# Sierra Madre (California)
Sierra Madre, fundada en 1907, es una ciudad ubicada en el condado de Los Ángeles en el estado estadounidense de California. En el año 2000 tenía una población de 10,578 habitantes y una densidad poblacional de 1,360.2 personas por km².

## Geografía
Sierra Madre se encuentra ubicada en las coordenadas 34°9′53″N 118°3′3″O / 34.16472, -118.05083. Según la Oficina del Censo, la ciudad tiene un área total de 7,79 km² (3 mi²), de la cual 7,78 km² (3 mi²) es tierra y 0,1 km² (0 mi²) (0.18%) es agua.

### Localidad adyacentes
El siguiente diagrama muestra a las Localidad en un radio de 8 kilómetros (5 mi) de Sierra Madre.

## Demografía
Según la Oficina del Censo en 2000 los ingresos medios por hogar en la localidad eran de $65,900, y los ingresos medios por familia eran $79,588. Los hombres tenían unos ingresos medios de $61,635 frente a los $42,527 para las mujeres. La renta per cápita para la localidad era de $41,104. Alrededor del 3.7% de la población estaban por debajo del umbral de pobreza.